# Urška Vesenjak
Urška Vesenjak (* 12. September 1982) ist eine ehemalige slowenische Tennisspielerin.

## Karriere
Vesenjak gewann während ihrer Karriere vier Einzel- und zwei Doppeltitel des ITF Women’s Circuits. Zusammen mit ihrer Zwillingsschwester Maša spielte sie beim Grand Prix SAR La Princesse Lalla Meryem 2001 einmal im Hauptfeld eines WTA-Turniers. Sie verlor ihr Erstrundenmatch gegen Marketa Kochta/Alena Vašková mit 4:6 und 1:6.

## Turniersiege

### Einzel
| Nr. | Datum          | Turnier    | Kategorie   | Belag     | Finalgegnerin  | Ergebnis             |
| --- | -------------- | ---------- | ----------- | --------- | -------------- | -------------------- |
| 1.  | Dezember 1999  | Lucknow    | ITF $10.000 | Rasen     | Katarina Mišić | 4:6, 6:2, 6:1        |
| 2.  | Januar 2000    | Chandigarh | ITF $10.000 | Rasen     | Antonia Matic  | 6:2, 6:0             |
| 3.  | September 2000 | Antalya    | ITF $10.000 | Hartplatz | Maša Vesenjak  | 6:3, 6:3             |
| 4.  | Oktober 2000   | Neu-Delhi  | ITF $10.000 | Hartplatz | Maša Vesenjak  | 4:1, 6:54, 4:2, 5:63 |

### Doppel
| Nr. | Datum          | Turnier    | Kategorie   | Belag | Partnerin     | Finalgegnerinnen                | Ergebnis       |
| --- | -------------- | ---------- | ----------- | ----- | ------------- | ------------------------------- | -------------- |
| 1.  | Januar 2000    | Chandigarh | ITF $10.000 | Rasen | Maša Vesenjak | Katarina Mišić Manisha Malhotra | 6:3, 6:75, 6:0 |
| 2.  | September 2000 | Antalya    | ITF $10.000 | Sand  | Maša Vesenjak | Bianca Cremer Adrienn Hegedűs   | 6:1, 2:6, 6:2  |